# 奥达尔 (上加龙省)
奥达尔（法語：Odars）是法国上加龙省的一个市镇，属于图卢兹区（Toulouse）蒙特吉斯卡尔县（Montgiscard）。该市镇总面积6.65平方公里，2009年时的人口为726人。

## 人口
奥达尔人口变化图示